# العلاقات المغربية السويسرية
العلاقات المغربية السويسرية هي العلاقات الثنائية التي تجمع بين المغرب وسويسرا.

## مقارنة بين البلدين
هذه مقارنة عامة ومرجعية للدولتين:
| وجه المقارنة                                              | المغرب                                 | سويسرا                                                                                      |
| --------------------------------------------------------- | -------------------------------------- | ------------------------------------------------------------------------------------------- |
| المساحة (كم2)                                             | 710.85 ألف                             | 41.28 ألف                                                                                   |
| عدد السكان (نسمة)                                         | 36.07 مليون                            | 8.21 مليون                                                                                  |
| الكثافة السكانية (ن./كم²)                                 | 50.74                                  | 198.89                                                                                      |
| العاصمة                                                   | الرباط                                 | برن                                                                                         |
| اللغة الرسمية                                             | اللغة العربية، أمازيغية معيارية مغربية | اللغة الألمانية، اللغة الإيطالية، لغة فرنسية، اللغة الرومانشية، الألمانية السويسرية الموحدة |
| العملة                                                    | درهم مغربي                             | فرنك سويسري                                                                                 |
| الناتج المحلي الإجمالي (بليون دولار)                      | 109.14 مليار                           | 678.89 مليار                                                                                |
| الناتج المحلي الإجمالي (تعادل القوة الشرائية) بليون دولار | 274.06 مليار                           | 518.07 مليار                                                                                |
| الناتج المحلي الإجمالي الاسمي للفرد دولار أمريكي          | 2.88 ألف                               | 80.94 ألف                                                                                   |
| الناتج المحلي الإجمالي للفرد دولار أمريكي                 | 7.49 ألف                               | 59.54 ألف                                                                                   |
| مؤشر التنمية البشرية                                      | 0.628                                  | 0.930                                                                                       |
| رمز المكالمات الدولي                                      | +212                                   | +41                                                                                         |
| رمز الإنترنت                                              | .ma                                    | .ch، .swiss ‏                                                                                |
| المنطقة الزمنية                                           | ت ع م+01:00                            | توقيت وسط أوروبا، ت ع م+01:00، ت ع م+02:00، أوروبا/زيورخ ‏                                   |

## منظمات دولية مشتركة
يشترك البلدان في عضوية مجموعة من المنظمات الدولية، منها:
| علم المنظمة | اسم المنظمة                               | تاريخ انضمام المغرب | تاريخ انضمام سويسرا |
| ----------- | ----------------------------------------- | ------------------- | ------------------- |
|             | مؤسسة التمويل الدولية                     | 30 أغسطس 1962       | 29 مايو 1992        |
|             | منظمة حظر الأسلحة الكيميائية              | ?                   | ?                   |
|             | يونسكو                                    | 7 نوفمبر 1956       | 28 يناير 1949       |
|             | البنك الإفريقي للتنمية                    | ?                   | ?                   |
|             | الاتحاد الدولي للاتصالات                  | 1 نوفمبر 1956       | 1866                |
|             | الأمم المتحدة                             | 12 نوفمبر 1956      | 10 سبتمبر 2002      |
|             | منظمة الشرطة الجنائية الدولية             | ?                   | ?                   |
|             | البنك الدولي للإنشاء والتعمير             | 25 أبريل 1958       | 29 مايو 1992        |
|             | الاتحاد البريدي العالمي                   | ?                   | ?                   |
|             | مؤسسة التنمية الدولية                     | 29 ديسمبر 1960      | 29 مايو 1992        |
|             | منظمة التجارة العالمية                    | 1995                | ?                   |
|             | الفريق المعني برصد الأرض                  | ?                   | ?                   |
|             | المركز الدولي لتسوية المنازعات الاستشارية | 10 يونيو 1967       | 14 يونيو 1968       |
|             | وكالة ضمان الاستثمار متعدد الأطراف        | 17 سبتمبر 1992      | 12 أبريل 1988       |

## أعلام
هذه قائمة لبعض الشخصيات التي تربطها علاقات بالبلدين:
- كريم روسي (لاعب كرة قدم سويسري، 1 مايو 1994[22] – )
- كريم فراي (لاعب كرة قدم تركي، 19 نوفمبر 1993[23] – )

## وصلات خارجية
- موقع وزارة الخارجية المغربية
- موقع وزارة الخارجية السويسرية